# Albin Egger-Lienz

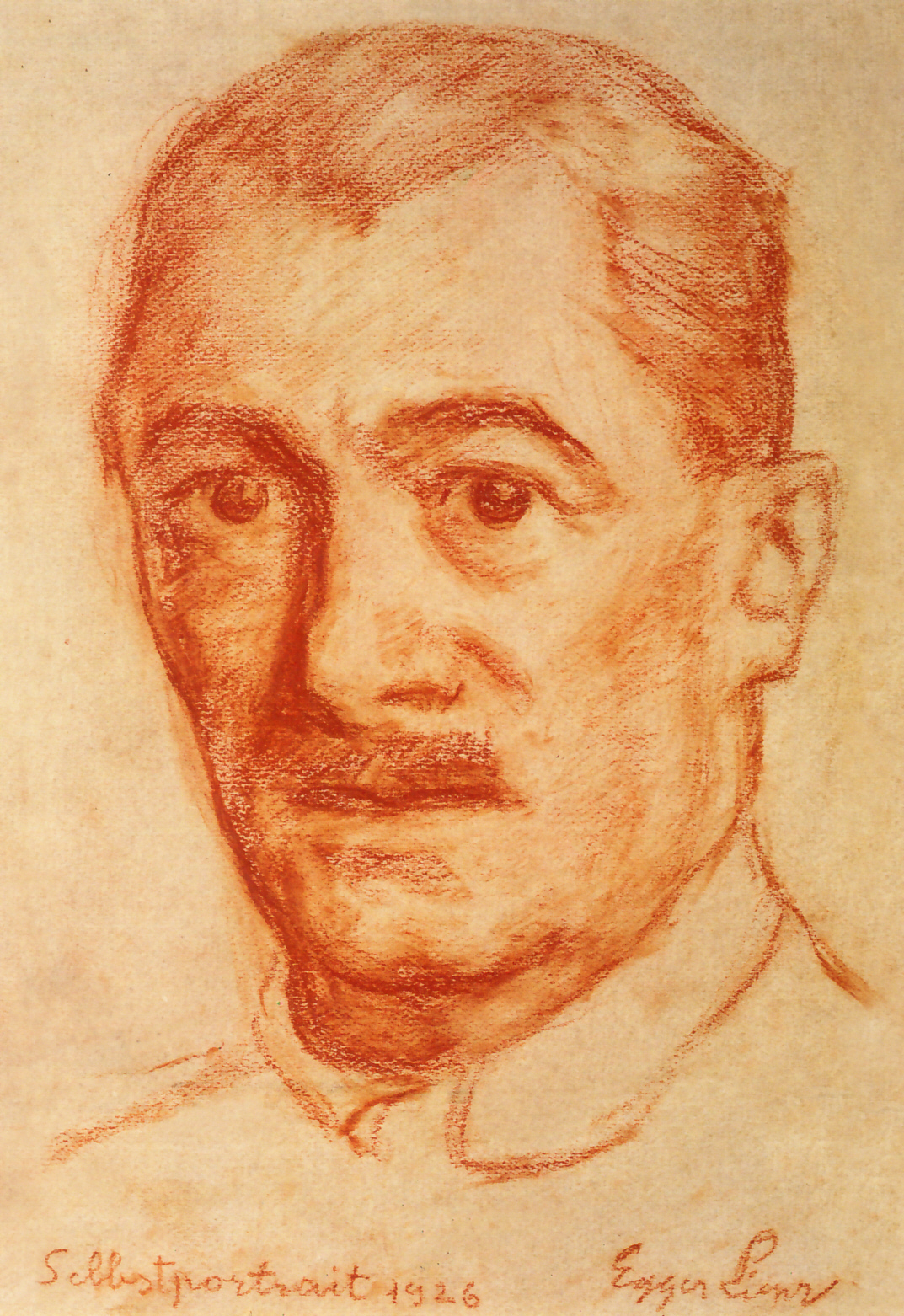
autoportrét

Albin Egger-Lienz (29. ledna 1868, Stribach u Lienzu, Východní Tyrolsko – 4. listopadu 1926, St. Justina-Rentsch u Bolzana, Jižní Tyrolsko) byl rakouský žánrový a historický malíř.
Jako umělec nacházel zvláštní zalíbení ve venkovských a historických tematických malbách. Ovlivněn Ferdinandem Hodlerem abstrahoval Egger-Lienz jeho formalní jazyk do monumentální expresivnosti.
Nejprve trénoval pod dohledem svého otce (malíř kostelů), později studoval v Mnichovské akademii, kde byl nejprve ovlivněn Franzem Defreggerem a francouzským malířem Jean-François Milletem. Roku 1899 se přestěhoval do Vídně. Během let 1911 až 1912 se stal profesorem ve Výmarské škole výtvarného umění a sloužil jako válečný malíř během 1. světové války. V roce 1918 odmítl profesůru na Vídeňské akademii a usadil se v Jižním Tyrolsko (Itálie).

## Galerie

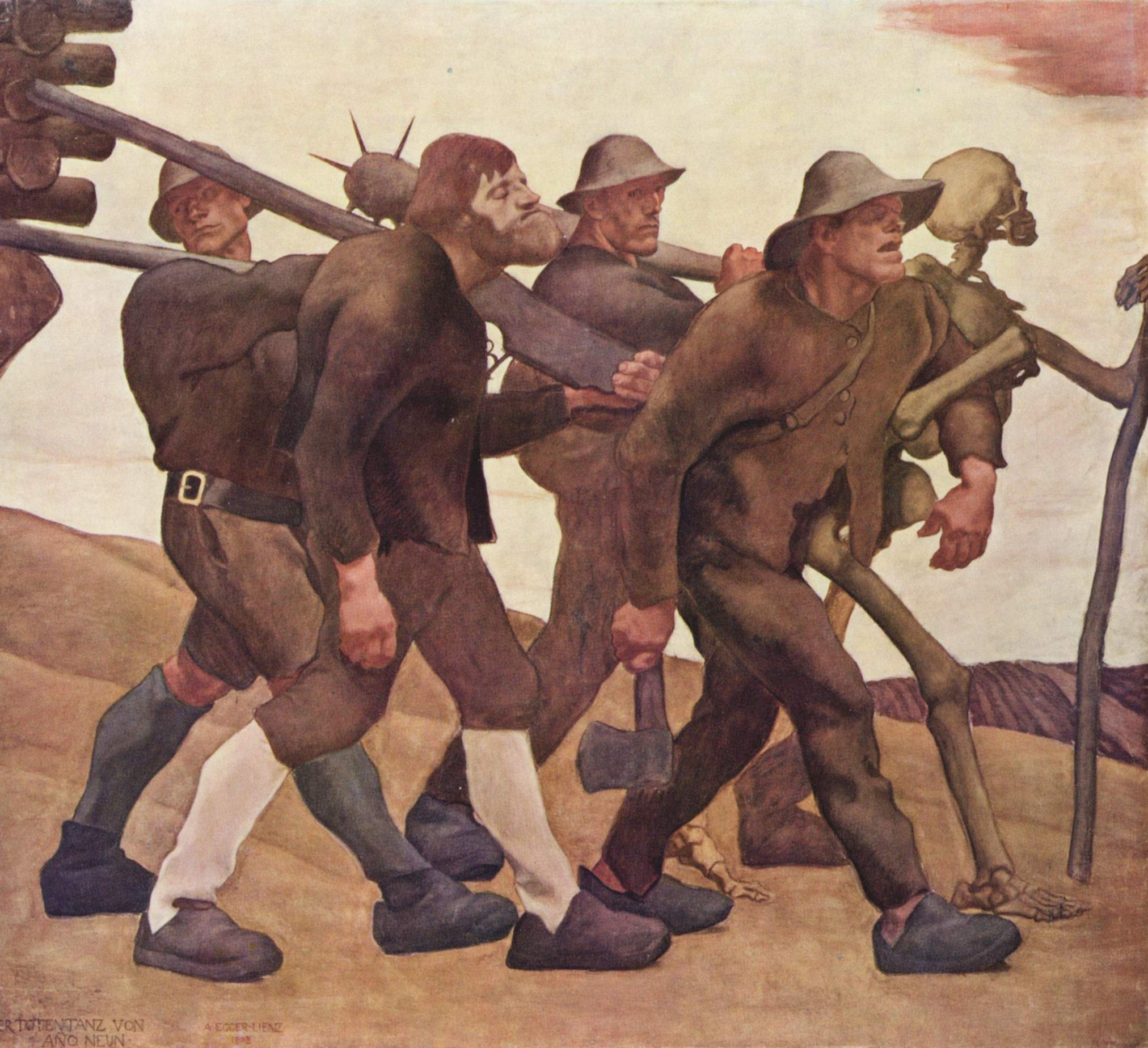
Der Totentanz von Anno Neun (1906–1908)
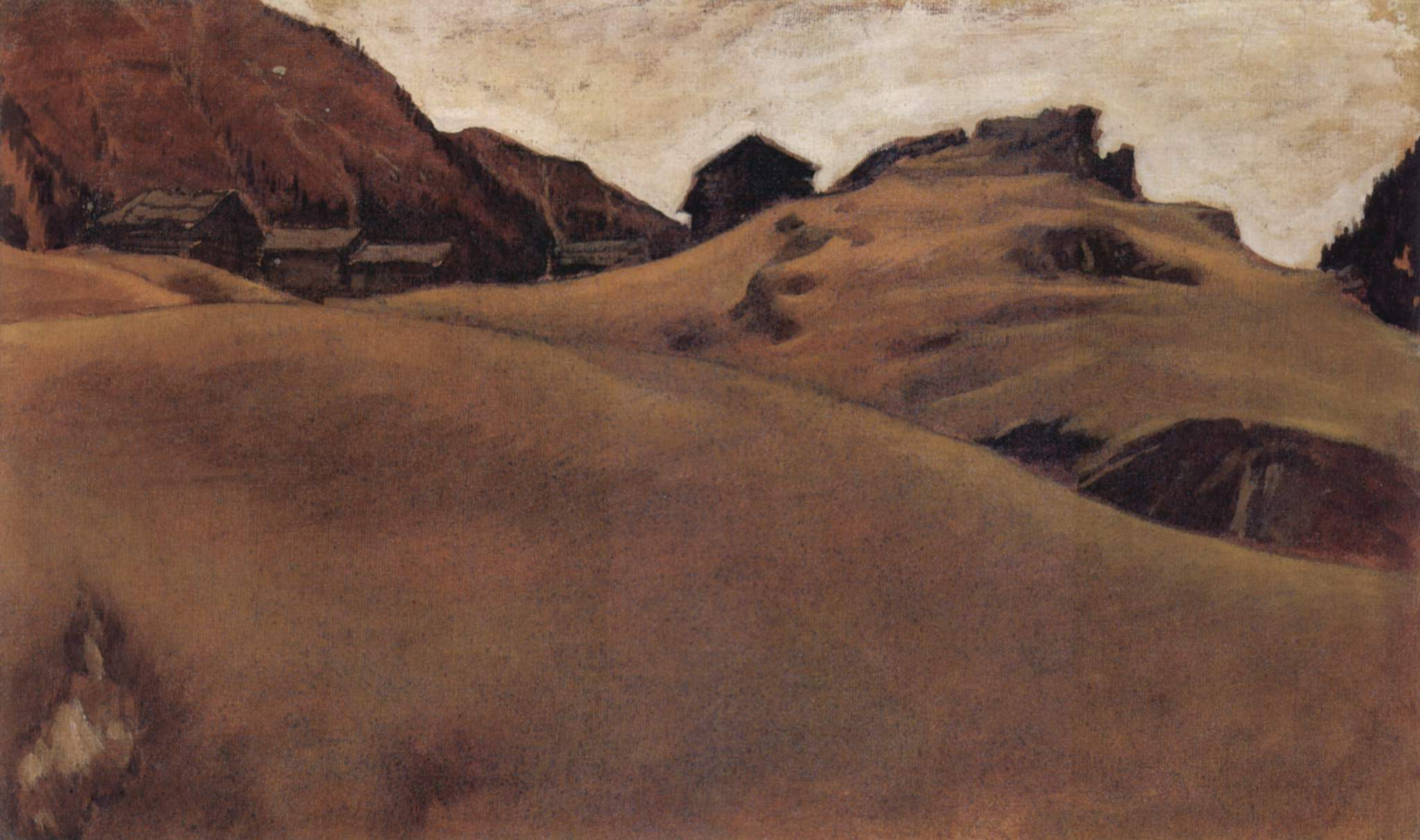
Almlandschaft im Ötztal (1911)
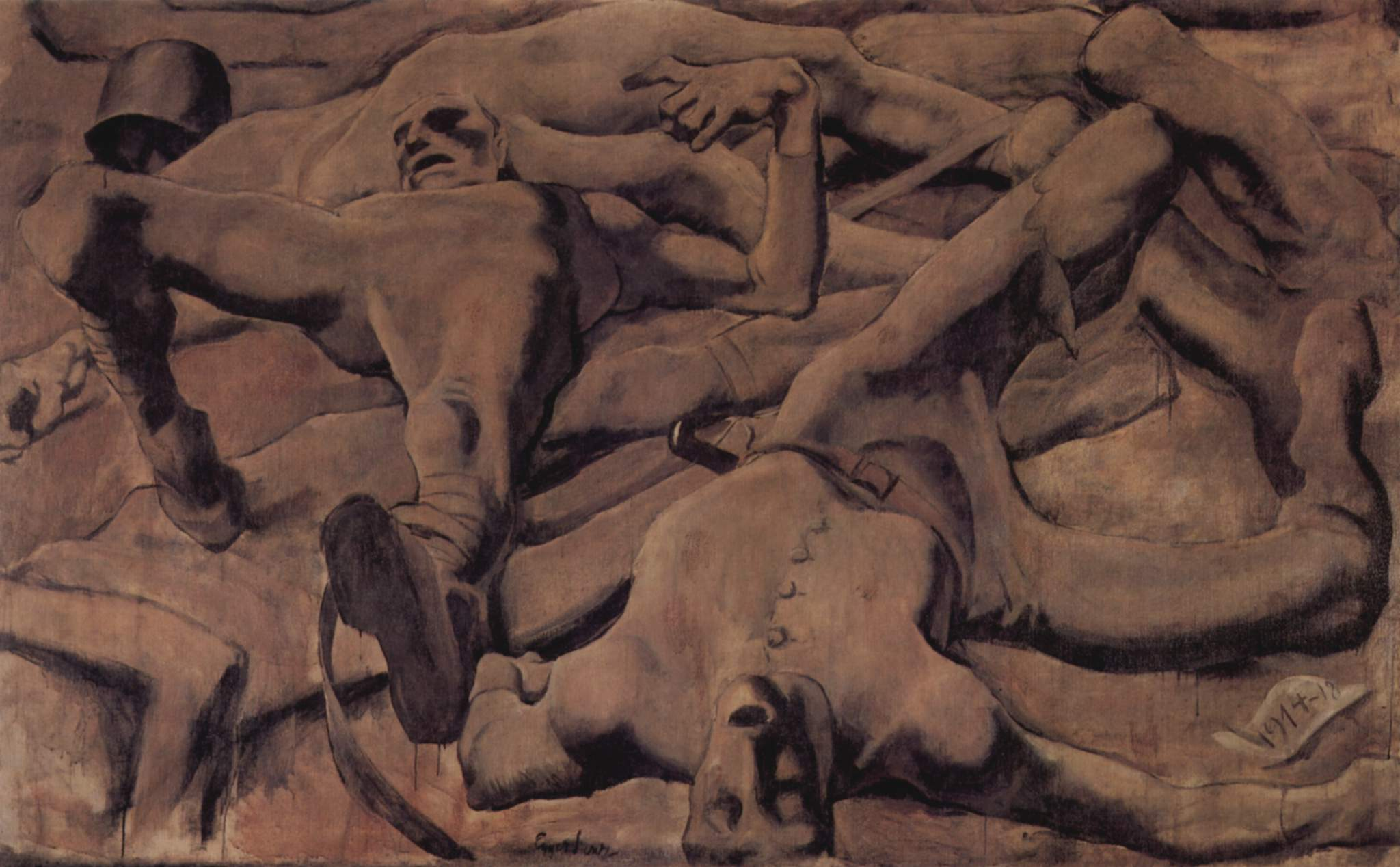
Finale (1918)
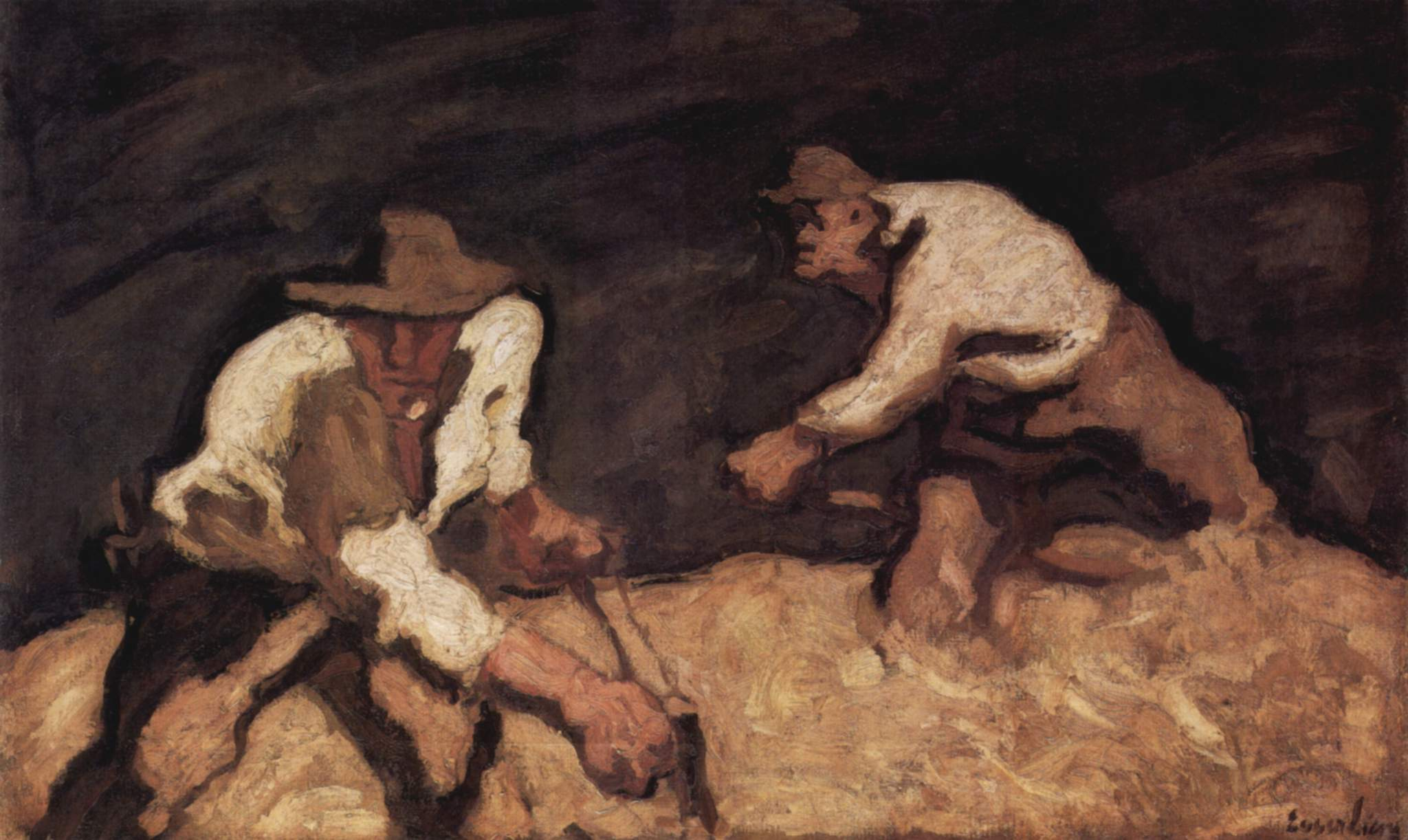
Die Schnitter (Die Bergmäher bei aufsteigendem Gewitter)
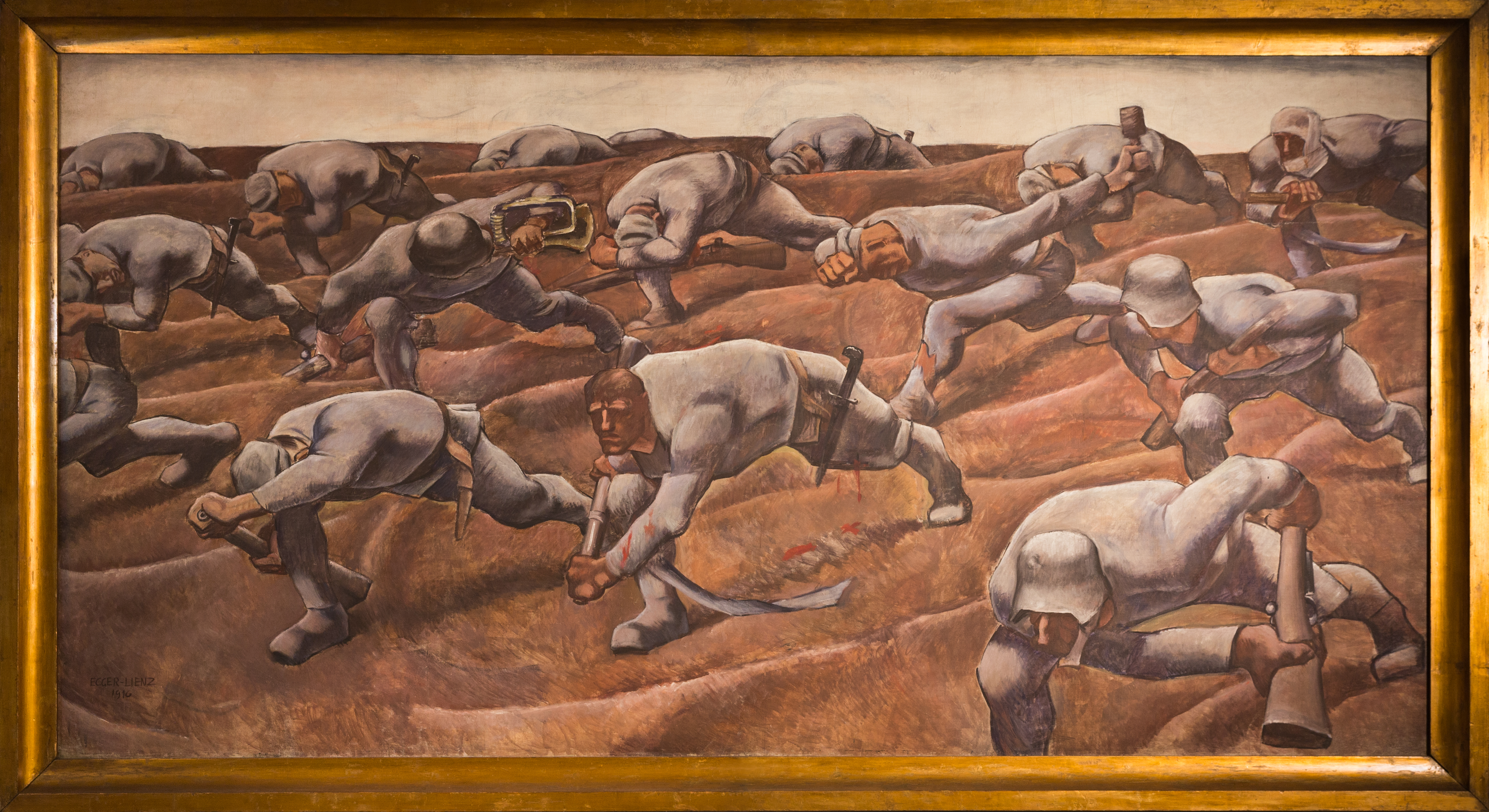
Den Namenlosen
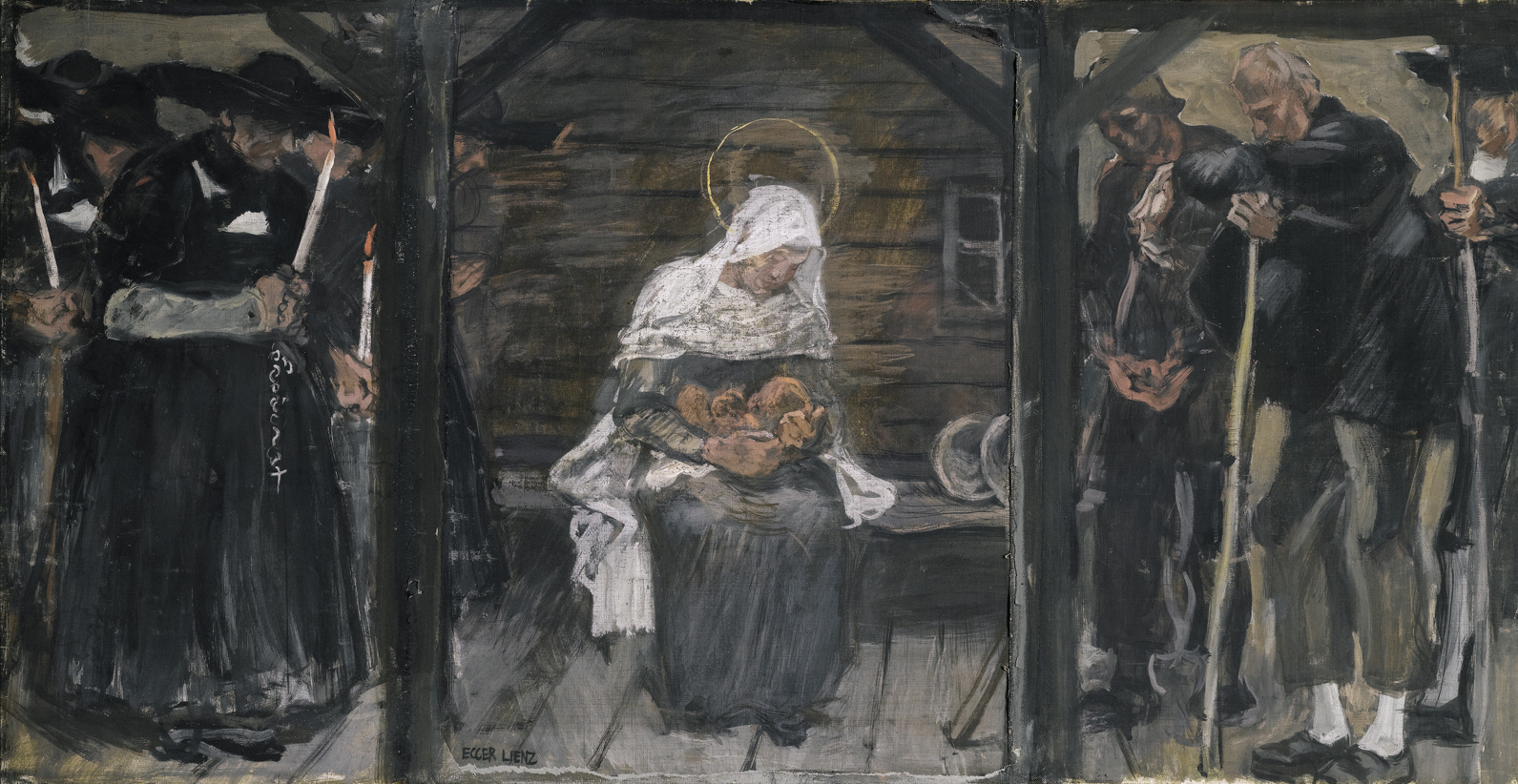
"The Adoration" (1904)